# キャサリン・オブ・ヴァロワ

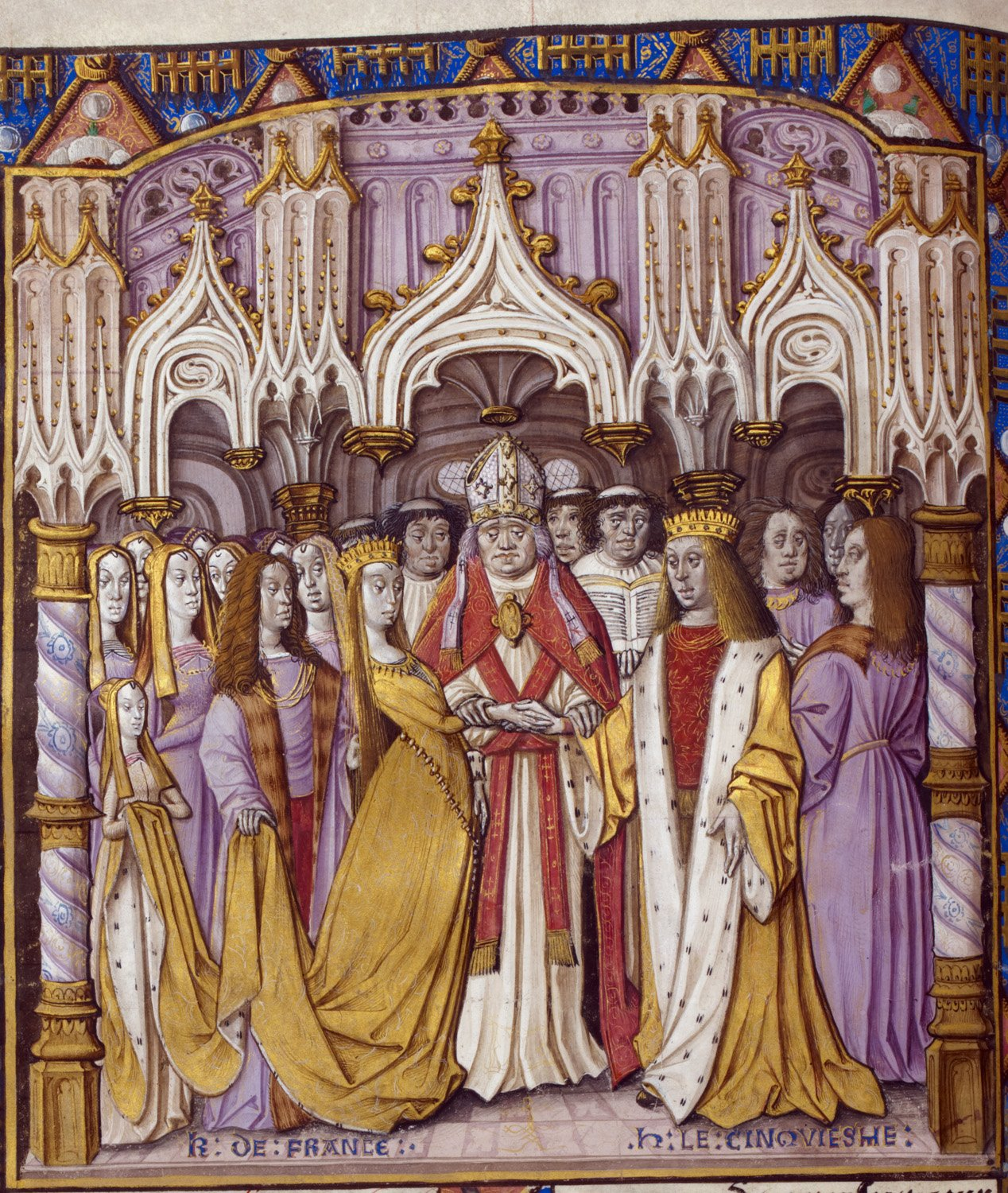
キャサリンとヘンリー5世の結婚

キャサリン・オブ・ヴァロワ（Catherine of Valois, 1401年10月27日 - 1437年1月3日）は、ランカスター朝のイングランド王ヘンリー5世の王妃で、ヘンリー6世の母、テューダー朝の始祖ヘンリー7世の祖母。フランス名はカトリーヌ・ド・ヴァロワ（Catherine de Valois）、またはカトリーヌ・ド・フランス（Catherine de France）。フランス王シャルル6世と王妃イザボー・ド・バヴィエールの末娘。
姉にイングランド王リチャード2世妃およびオルレアン公シャルル妃イザベル（イザベラ）、ブルターニュ公ジャン5世妃ジャンヌ、ブルゴーニュ公フィリップ3世妃ミシェル、兄にギュイエンヌ公ルイ、トゥーレーヌ公ジャン、弟にフランス王シャルル7世がいる。

## 生涯
たびたび精神異常に陥る父と悪妻と名高い母の間で、キャサリンら幼い王子や王女はまともに育てられなかった。母が宮廷費を使い込むため、王子王女らは衣食にも事欠き、窮状を見かねた宮廷官により、北フランスのポワシーにある修道院に預けられるほどであった。
キャサリンとヘンリー5世の結婚は、ヘンリー4世在位時の1408年から持ち出されていた。しかし、キャサリンの姉イザベルが命からがらフランスへ逃げ帰ってくるような目に遭っていたため、フランス側が強く反発していた。交渉はヘンリー5世が即位してからも続けられ、内乱状態のフランスで争うアルマニャック派とブルゴーニュ派からそれぞれヘンリー5世の援助を求める使者が派遣された。見返りとしてアルマニャック派はキャサリンを、ブルゴーニュ派は同名のキャサリン（カトリーヌ、ブルゴーニュ公ジャン1世の五女）を王妃に差し出す条件を挙げたが、ヘンリー5世がフランス王位継承権を要求して話は決まらず、最終的に英仏交渉は1415年3月に決裂、同年8月にヘンリー5世はフランスに上陸して百年戦争を再開、ノルマンディー征服活動を開始した。
10月のアジャンクールの戦いでイングランドが大勝すると、その戦果としてヘンリー5世は改めてフランス王位継承権とキャサリンとの結婚を求めた。ヘンリー5世が次々と領土を拡大し、現在のフランスの半分に及ぶ領域を押さえると、フランス側は1420年5月のトロワ条約でこの屈辱的条件を呑んだ。同年6月に2人はトロワのサン・ジャン教会で結婚、翌1421年2月にイングランドへ渡りロンドン・ウェストミンスター寺院でもキャサリンの戴冠式を挙行、2人はイングランド国民から大歓迎された。フランスに残していたヘンリー5世の弟・クラレンス公トマスが3月のボージェの戦いで戦死、動揺したフランス戦線を立て直すため、ヘンリー5世は身重のキャサリンを残して6月にフランスへ再遠征、イングランドに留まったキャサリンはウィンザー城で王子ヘンリー（後のヘンリー6世）を出産した。ヘンリー5世との結婚生活は短かったが、キャサリンは夫に愛され幸福な生活を送った。
1422年8月、ヘンリー5世はモー包囲戦で罹った赤痢で亡くなり、結婚から2年余りでキャサリンは未亡人となった。王太后キャサリンは、9月の議会開会式には幼児のヘンリー6世を膝に置き出席、1430年頃まで息子を補佐したとされるが、以後政治の実権は握らずにベイナーズ城へ移った。一方で、自分付きの秘書官オウエン・テューダーと通じるようになり、オウエンとの間にエドマンド、ジャスパーら3男1女をもうけた。エドマンドの息子ヘンリーが、後のヘンリー7世である。
オウエンとの関係が世間に知られると、オウエンは投獄され（後に脱走）、子供たちと引き離されたキャサリンはロンドンの南隣サザークのバーマンジー僧院に幽閉され、1437年1月3日に35歳で病没した。不遇な境遇に追いやられた心痛が死因とされる。
遺児のうち年長のエドマンドとジャスパーはサフォーク伯ウィリアム・ド・ラ・ポールの妹に委ねられて養育され、長じて異父兄であるヘンリー6世に引き立てられ、それぞれリッチモンド伯とペンブルック伯に叙せられた。乳飲み子の末子オウエンは修道院で養育され僧侶になった。

## 2つの結婚がもたらしたもの
中世イングランドの最高潮と言われているヘンリー5世とキャサリンとの結婚は、結果的にはランカスター朝、さらには広義のプランタジネット朝断絶への布石となったとも言える。この結婚の結果、シャルル6世の狂気の遺伝子がヘンリー5世とキャサリンの子ヘンリー6世にもたらされたと推測できるからである。百年戦争に敗れたイングランドでは、王権の失墜とヘンリー6世の精神異常が原因でランカスター朝とヨーク朝が相争う薔薇戦争が勃発したが、この戦争の結果、両王朝は滅亡してプランタジネット家男系は断絶し、女系の継承権によりテューダー朝が開始された。
薔薇戦争の最終的な勝利者であるヘンリー7世は、男系ではエドワード1世に滅ぼされたウェールズ大公の末裔である。ヘンリー7世は、ヘンリー5世の征服で最高潮に達した、ウィリアム1世（征服王）以来の大陸との連合国家構想を捨て、アーサー王以来のブリテン島回帰主義を採った。また、テューダー朝の創始がイングランド史における中世の終わり・近世の始まりとも言われている。
したがって、キャサリンの2度の結婚が、イングランド史における中世から近世へのターニングポイントになったとも言えよう。

## 子女
ヘンリー5世との間に1男を儲けた。
- ヘンリー6世（1421年 - 1471年） - イングランド王

オウエン・テューダーとの間に3子、または4子（3男1女）を儲けた。
- エドマンド（1430年 - 1456年） -　長男。リッチモンド伯、ヘンリー7世の父。
- ジャスパー（1431年頃 - 1495年） - 次男。ペンブルック伯、ベッドフォード公。
- オウエン（またはエドワード） - 三男。
- マーガレット（またはタシナ） - 早世[5]